# 品川祐
品川 祐（しながわ ひろし、1972年（昭和47年）4月26日 - ）は、日本のお笑いタレント、映画監督、YouTuber。品川庄司のボケ担当。立ち位置は向かって左。相方は庄司智春。東京都渋谷区代々木上原出身。吉本興業所属。身長173.6cm、体重70kg。作家・映画監督としては品川ヒロシ名義で活動。

## 略歴
幼い頃に両親が離婚し、母親に引き取られる。志学館中学校（現・志学館中等部）在学中、不良漫画に憧れ公立である狛江市立狛江第三中学校に転学。東京学園高等学校商業科に入学するも、約1ヶ月で中退。その後、広島の歓楽街で1年間水商売をする。
23歳で東京吉本総合芸能学院（東京NSC）に第1期生として入る。1995年に同期の庄司智春とコンビ『品川庄司』を結成。

## 家系
母親は、美容家で国際魅力学会会長のマダム路子（品川路子）。父親は、山野グループの株式会社ヤマノ代表取締役元社長山野凱章。祖母は、山野愛子。美容家山野愛子ジェーンは、従姉妹。2人の姉と1人の兄がおり、4人兄弟の次男で末っ子。長姉は、ヘアスタイリスト、次姉は、シナリオライター・エッセイスト（2012年病死）、兄は、映像プロデューサー。株式会社ヤマノホールディングス代表取締役社長山野義友は従兄弟、会長の山野彰英（義友の父）は叔父にあたる。
父親ときちんと会ったのは高校入学時で、その後もほとんど会う機会はなかったが、父親は内緒で舞台を見に来るなどしていた。2007年3月、母の路子が俳優の片岡五郎と再婚。実際には、中学生時代から片岡が父親代わりだったとブログで公表している。
2010年2月、次姉でエッセイストである実花に神経膠腫（グリオーマ）が見つかり、余命4カ月の診断を受ける。その後、家族に支えられながら約2年闘病生活を続けていたが、2012年1月7日に死去した。
2003年9月18日、約10年間交際していた一般人女性と結婚。2009年11月、不妊治療の末に妻が妊娠したことをブログで発表し、2010年4月15日に長女（第1子）が誕生。

## 人物

### 好感度低い芸人として
野球部出身で礼儀正しい相方の庄司と比較して、一般的には好感度が低い事で有名。
スタッフに対する態度が悪かった時期があり、かつては打ち合わせの際にあいさつをしない、台本を開きもしない、一切目を合わさない、マネジャーを恫喝しプレッシャーを掛けるなどの行為をしていた。品川本人も「それで仕事が減ったっていうのはあると思うし、単純に打ち合わせとか好きじゃなかったから」と述べている。
後輩や同期に対して「愛情表現」として聞き方によってはいじめ・イヤミともとれてしまう言葉をプライベートで述べていた時期があり、品川本人にその気はなかったものの、後述の山里亮太・まちゃまちゃなどのように実際にその発言で傷ついてしまった者もいる。
2007年に「アメトーーク!」（テレビ朝日）で有吉弘行から「おしゃべりクソ野郎」といったあだ名を付けられた時に相当ショックを受けたことに関しては、のちに「本当は芸人として喜ばなきゃいけない。おいしいパスだったのに…」と反省の弁を語っている。また、当時から映画を撮ろうと考え、「バラエティ界のヤツを見返してやろう」と思っていた。
現在は、好感度が低い事を他人からイジられることを受け入れて仕事をしていると述べており、バラエティの仕事が減って以降は、映画や著書の印税で生活している。
先輩のダウンタウンの大ファンであり、前述した他人への態度も往年のダウンタウンの模倣だった事を語っている。しかし、実際にはそういった態度をとっていたのは松本人志のみであり、浜田雅功は態度の悪い松本に代わってフォローを行っていた。
ダウンタウンに対して挨拶をしなかったことがある（相方の庄司は挨拶を行った）。その際にこれを問題視した浜田雅功から、その態度を激しく叱責されている。なお、品川本人はこの言葉を受けて、浜田の後輩への愛情を知り号泣したと語っている。
「アメトーーク!」には「好感度低い芸人」として定着しているほか、家電芸人にもレギュラー出演している。パナソニック（松下電器）のBDレコーダー「ディーガ」がお気に入りで新製品が出るたびにチェックしており、たびたび買い換える。このことを熱く語った結果「松下さん」というあだ名で呼ばれたり、「家電刑事」としてパナソニックのホームページでPR活動を担当した。
品川のトークに関しては同業者からの批判も多く、その旨が度々共演者によって語られている。
お笑い評論家のラリー遠田は、自身の連載で「人気者なのに愛されない芸人」として品川を取り上げ、その嫌われる原因は、品川が売れるためにとった戦略にあるとしていた。現実を踏まえて一歩一歩地道にキャリアを重ねる品川の生き方には夢がなく、テレビに夢や憧れを見いだそうとしている多くの一般視聴者にとっては相反するものであるためとのこと。ただし同時に、「シャレにならないほど不景気で後ろ向きな時代だからこそ、シャレにならないほどリアルでがむしゃらな芸人が結果を出している」とも評していた。

### 信頼回復に向けて
現在は他人に対しての態度を改めており、2017年に「良かれと思って!」（フジテレビ系）で打ち合わせを隠し撮りしたところ、上述したような態度は見受けられなかった。
一部の同業者や世間・スタッフからの好感度は低い一方、バラエティ番組での共演者や映画で仕事をした役者などとは強固な信頼関係が築かれており、自身のインスタグラムには共演者と共に写った写真が掲載されている。また、インパルスの板倉俊之・ロッチの中岡創一などのお笑い芸人とも親交を持っていたり、人見知りが激しいフルーツポンチの村上健志にとって初めて可愛がってもらえてる先輩芸人だったりする など、一概に嫌われているとは言い切れない側面もある。2018年10月4日の「アメトーーク!」では6年越しの企画を実現させた発起人の出川哲朗や前述の3人を含めた品川を慕う芸人達を集めて、常日頃から場を盛り上げ自身をおいしくイジってくれる品川への感謝と魅力をプレゼンする「ありがとう品川」が放送された。前述の回で品川についての街頭調査も行った結果、知らない・興味が無いが圧倒的多数（54票／好き9票・嫌い12票）を占めており、その原因についてテレビ露出が少ない事に加え、今回の企画のように品川を擁護する事で、結果的には良くも悪くも尖って目立っていた品川の印象を薄めているのではないかという分析がされていた。

## 騒動
2007年2月、『爆笑問題の検索ちゃん』（テレビ朝日）で伊集院光にマンガ『鋼の錬金術師』をしつこく薦め、その事を伊集院がラジオ番組でその態度を「ウザい」と批判し、それを受けネットユーザーの批判がネット上で湧き上がった。
2011年2月3日、南海キャンディーズの山里亮太がパーソナリティを務めるラジオ番組『山里亮太の不毛な議論』（TBSラジオ）にて、山里が『リンカーン』（TBS）にて「ある先輩芸人」にいじめを受けていたことを暴露した。実名は伏せての説明であったが、最後に「品川さ…」と言ってしまったため、ネットユーザーの批判がネット上で湧き上がった。これを受けて品川は自身のTwitterで「僕からしたら、『そんなこと言ってねえよ』です。山里がどういうつもりで喋ったのか分かりません」と反論したものの、「にしても、ちょっとTwitterでその手のtweetが多いので、Twitterをやめようと思います」「山里が悪いということではありません。山里と直接話す前にここで知っちゃって、それに対して腹を立てた自分が嫌なだけです」と理由を説明し、同日午後にTwitterのアカウントごと削除する事態に発展した。
その後、同月9日に品川は加藤浩次などの口添えで山里と直接面会し、山里から涙ながらの謝罪を受けた。同月10日放送の『山里亮太の不毛な議論』番組冒頭で山里は謝罪をし、品川自身もサプライズゲスト（山里には事前に知らせなかった）として番組に出演した。山里が言われたという品川の言葉について、本人は「覚えていない」として発言の撤回を強要しようとしたが、山里が折れなかったために結局「自分なら言いそう」と半ば認め、「俺としては、愛情表現。それが俺の場合は愛情表現が下手くそって言う」と釈明した。品川は同日夜に、山里の発言後からラジオ出演に至るまでの詳細な経緯や所感を自身のブログで説明した。

## その他
宮迫博之のYouTube配信動画にゲスト出演した際、痛風であることを告白。また2022年3月には憩室炎を起こし二日間入院した。同年11月には、首や背中の痛みでゲーム実況の休みが続いていることに触れ、病院で「首ヘルニア」と診断されていることを明かした。

## 出演
品川祐としての出演。コンビ出演は品川庄司を参照。

### テレビ

#### バラエティ
現在の出演番組
- eスポーツバラエティ ゆるe〜学園（秋田朝日放送、2020年11月21日（20日深夜）- ）- 毎月第3・第4土曜（第3・第4金曜深夜）放送
- アメトーーク!（テレビ朝日）- 複数回出演[27]
- ロンドンハーツ（テレビ朝日）- 不定期出演
- スクール革命!（日本テレビ）- 不定期出演
- ちょっと福岡行ってきました!（TVQ九州放送）- 旅人、不定期出演

過去の出演番組
- えいごリアン3（NHK教育、2005年4月 - 2009年3月）2年目以降は過去の再放送
- 知的冒険 ハッケン!!→ハッケン!!（フジテレビ、2006年10月 - 2008年6月）
- タモリのヒストリーX→タモリ'sヒストリーX（フジテレビ、2007年1月 - ）不定期放送
- 今すぐ使える豆知識 クイズ雑学王（テレビ朝日）準レギュラー
- 平成教育予備校（フジテレビ）複数回出演
- oh!どや顔サミット（ABCテレビ）複数回出演
- 時短生活ガイドSHOW（TBS）不定期出演
- 旅ずきんちゃん（CBCテレビ）不定期出演
- ROAD TO UFC JAPAN（テレビ東京、2015年7月 - 9月）
- 雨上がりの「Aさんの話」〜事情通に聞きました!〜（ABCテレビ）- プレゼンターとして不定期出演
- 最先端IT情報SHOW 革命×テレビ（TBS）- 準レギュラー
- ダウンタウンDX（読売テレビ）- 不定期出演

#### ドラマ
- 顔（フジテレビ、2003年4月 - 6月） - 尾崎省吾（刑事）
- ガリレオ シリーズ（フジテレビ、2007年・2008年・2013年） - 弓削志郎（刑事）
  - ガリレオ（2007年10月 - 12月）
  - 土曜プレミアム / ガリレオΦ（2008年10月4日）
  - ユンゲル（2008年1月1日）主演
  - 土曜プレミアム / ガリレオ XX（ダブルエックス） 内海薫 最後の事件 愚弄ぶ（もてあそぶ）（2013年6月22日）
- てやんでいBaby（WOWOW、2008年） - ヤクザ：原田 / 赤ちゃん：富沢星夫（声のみ） ※二役
- 示談交渉人 ゴタ消し 第4話「災いを予知する占い師」（読売テレビ、2011年1月27日） - 麻生潔
- デカ 黒川鈴木 第8話「バーベキュー殺人事件!」（読売テレビ、2012年2月23日） - 佐伯将司（イベンター）
- 下町ボブスレー（NHK BSプレミアム、2014年3月） - 田崎常雄（町工場の職人）
- 恋愛あるある。「シングルマザー恋愛あるある」（フジテレビ、2015年6月24日） - 店長
- オクトー 〜感情捜査官 心野朱梨〜 Season2 第8話（2024年11月22日、読売テレビ・日本テレビ系） - 田代類 役[28]

ほか

#### CM
- indeed（2018年） 斉藤工と共演

### 映画
- あの空をおぼえてる（2008年） - 高橋勇雄
- 容疑者Xの献身（2008年） - 弓削志郎
- ブラック会社に勤めてるんだが、もう俺は限界かもしれない（2009年） - リーダー
- BECK（2010年） - 釣り堀の客
- 上島ジェーン ビヨンド（2014年）
- 赤×ピンク（2014年） - 鮫島
- CONFLICT 〜最大の抗争〜（2016年） - 村井芳樹
- 亜人（2017年）
- アリーキャット（2017年） - 玉木敏郎

### Vシネマ
- COLD BLOOD -三つ巴の抗争-（2017年）全2作 - 林田組若頭 薮田
- 裏切りの仁義（2017年） - 啓仁会黒岩組組員 城島卓也

### ミュージック・ビデオ
- 遊助「俺なりのラブソング」
- 恵比寿★マスカッツ「TOKYOセクシーナイト」
- DOBERMAN INFINITY 「to YOU」 (2015年12月) [29]

### CD
- 時給800円 - 『ミラクルタイプ』という番組内で結成されたユニット。遠藤章造（ココリコ）、八嶋智人とのトリオ。
- WE LOVE ♥ ヘキサゴン（2008年10月22日発売） - misono&ヒロシ名義「アブラゼミ♀ 大阪バージョン」を収録しているアルバム。

## 著作
執筆活動でのペンネームは「品川ヒロシ」。

### 単行本
- 品川庄司長編コント&小説 POINT 点（2005年7月 竹書房／2010年1月 幻冬舎よしもと文庫）- 単行本版は品川祐名義
- ドロップ（2006年8月 リトルモア／2009年3月 幻冬舎よしもと文庫）
- 品川ブログ（2007年8月 ワニブックス）
- 品川ブログ デラックス（2008年6月 ワニブックス）
- 品川食堂 簡単でおいしい男のちょこめし77品（2008年10月 ヨシモトブックス）
- 漫才ギャング（2009年9月 リトルモア／2013年1月 幻冬舎よしもと文庫）
- 品川トラベラー（2010年6月 ワニブックス）

### 漫画原作
- ドロップ（「月刊少年チャンピオン」2007年4月号 - 2011年7月号）- 画：鈴木大
- 漫才ギャング（「ヤングエース」2010年10月号 - 2011年8月号）- 画：阿部潤
- ドロップOG アウト・オブ・ガンチュー（「月刊少年チャンピオン」2011年8月号 - 2020年2月号）- 画：鈴木大

## 監督としての主な活動

### 映画
- 2003年11月29日公開 短編映画『two shot』監督・脚本・主演
  - 「映画を撮りたい」という欲求を持った5人、鈴木一真、榊英雄、松岡俊介、サーフェン智、品川祐が監督したショートフィルムを集めたオムニバス映画『監督感染 -Director Infection-』 がテアトル新宿で公開された。
- 2008年3月20日公開『ドロップ』角川映画
  - 監督・脚本を務める。自身の小説『ドロップ』を原作に映画化。
- 2011年3月19日公開『漫才ギャング』角川映画
  - 原作・監督・脚本第2弾作品。主演は佐藤隆太と上地雄輔。
- 2014年4月1日公開『サンブンノイチ』KADOKAWA・吉本興業
  - 監督・脚本を務める。木下半太の同名小説を映画化。
- 2015年5月16日公開『Zアイランド』KADOKAWA・吉本興業
  - 監督・脚本を務める。哀川翔の芸能生活30周年、通算111本目のアニバーサリーとなる作品。
- 2021年2月26日公開、半径1メートルの君～上を向いて歩こう～『戦湯 ～SENTO～』（KATSU-do）[30]　脚本・監督
- 2021年7月16日公開『リスタート』吉本興業
  - 監督・脚本を務める。クラウドファンディングによって製作。
- 2023年11月17日公開『OUT』KADOKAWA
  - 監督・脚本を務める。

### ドラマ
- 2015年、『Zアイランド〜関東極道炎上篇〜』
  - 「Zアイランド」スピンオフ作品。
- 2020年、WOWOWオリジナルドラマ『異世界居酒屋「のぶ」』
  - 監督と脚本を担当。蝉川夏哉の小説『異世界居酒屋「のぶ」』をテレビドラマ化[31]。
- 2023年、WOWOWオリジナルドラマ『ドロップ』
  - 自身の小説で映画監督デビュー作を、連続テレビドラマとしてリブート。監督と脚本を担当する[32]。

### ミュージックビデオ
- 2009年、SCANDAL「少女S」「夢見るつばさ」
- 2009年、遊助「いちょう」「羽」
- 2015年、恵比寿★マスカッツ「TOKYOセクシーナイト」[33]
- 2019年、BOYS AND MEN「頭の中のフィルム」
- 2024年、稲葉浩志「Chateau Blanc」

### 舞台
- 2021年、「池袋ウエストゲートパーク」THE STAGE
  - 演出を務める。石田衣良の小説『池袋ウエストゲートパーク』を舞台化。

### その他
- 第27回東京国際映画祭（2014年） - コンペティション国際審査委員[34]